# Andrenosoma minos
Andrenosoma minos är en tvåvingeart som beskrevs av Stanley Willard Bromley 1931. Andrenosoma minos ingår i släktet Andrenosoma och familjen rovflugor. Inga underarter finns listade i Catalogue of Life.